# Sovana
Sovana est une frazione de Sorano, située au cœur de l'Area del Tufo, dans le Sud de la Toscane, entre Mont Amiata et Grosseto.
Le village (ancienne Soana romano-étrusque) perché sur un promontoire, entre 200 m et 300 m d'altitude, est maintenant un bourg médiéval (borgo), fortement restauré.
Au Moyen Âge, Sovana était le centre d'un comté du même nom, appartenant à la famille Aldobrandeschi.
Il comporte de nombreux édifices notables entre ses murs d'enceinte et des lieux d'intérêt dans ses environs :

## Monuments
- l'Église Santa Maria Maggiore (Sovana), église paléochrétienne (fresques et ciborium)
- le Duomo, la cathédrale Santi Pietro e Paolo, une église romane, plus récente.
- la Rocca aldobrandesca
- les murailles de Sovana
- le Palazzo dell'Archivio
- le Palazzo Pretorio

## Area archeologica di Sovana
L'Area archeologica di Sovana est un site d'une nécropole étrusque de plusieurs tombes dispersées dans la forêt, qui n'ont été découvertes qu'à partir du XIXe siècle par l'archéologue anglais George Dennis :
- la Tomba Ildebranda,
- la Tomba della Sirena,
- la Tomba del Tifone,
- la Tomba del Sileno,
- la Tomba Pisa
- les Vie Cave, passages en ruelles encavées, creusées dans le tuf par les Étrusques[1].

## Galerie

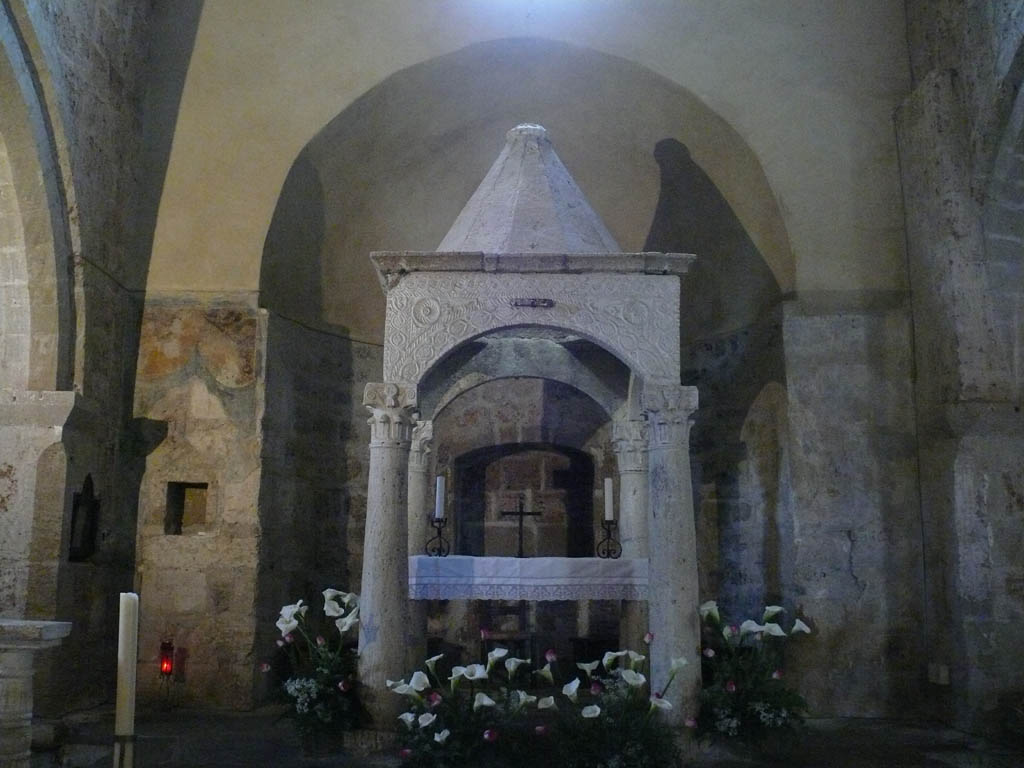
Le ciborium de Santa Maria Maggiore.
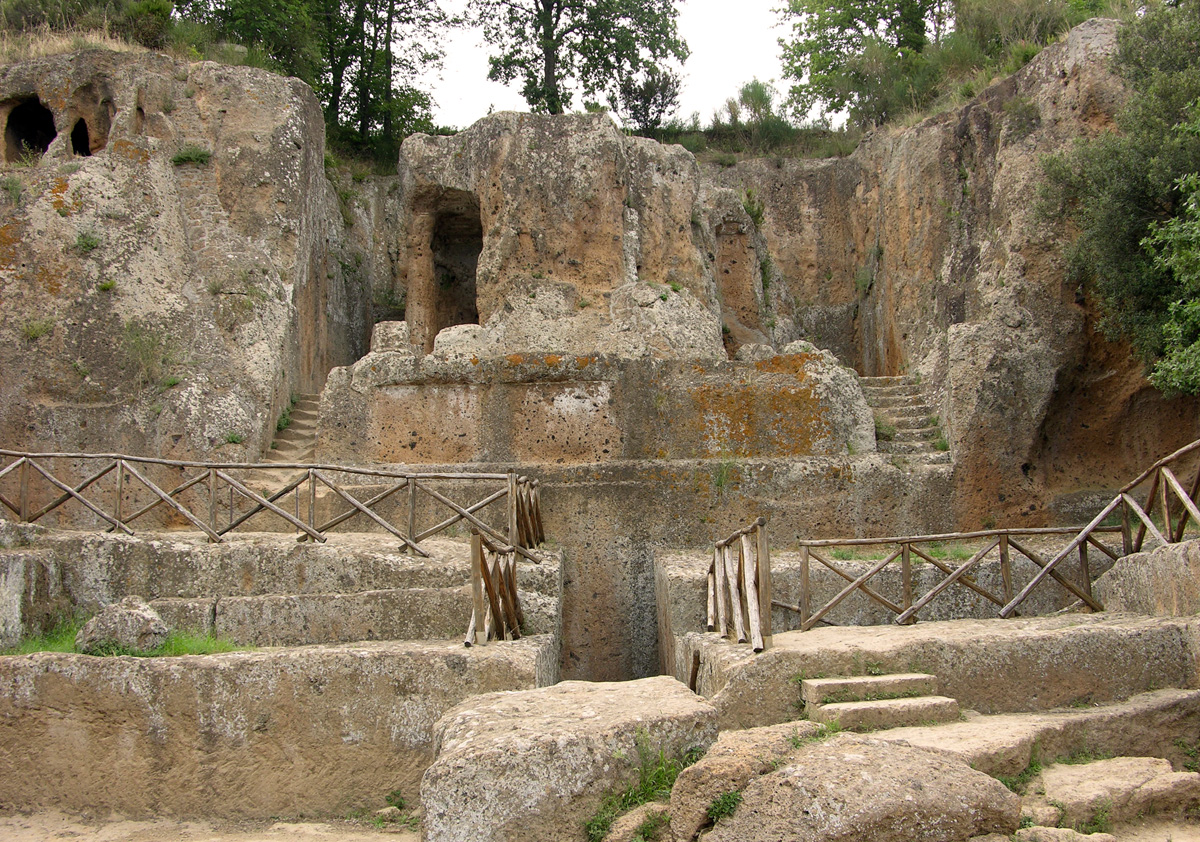
La Tomba Ildebranda étrusque.
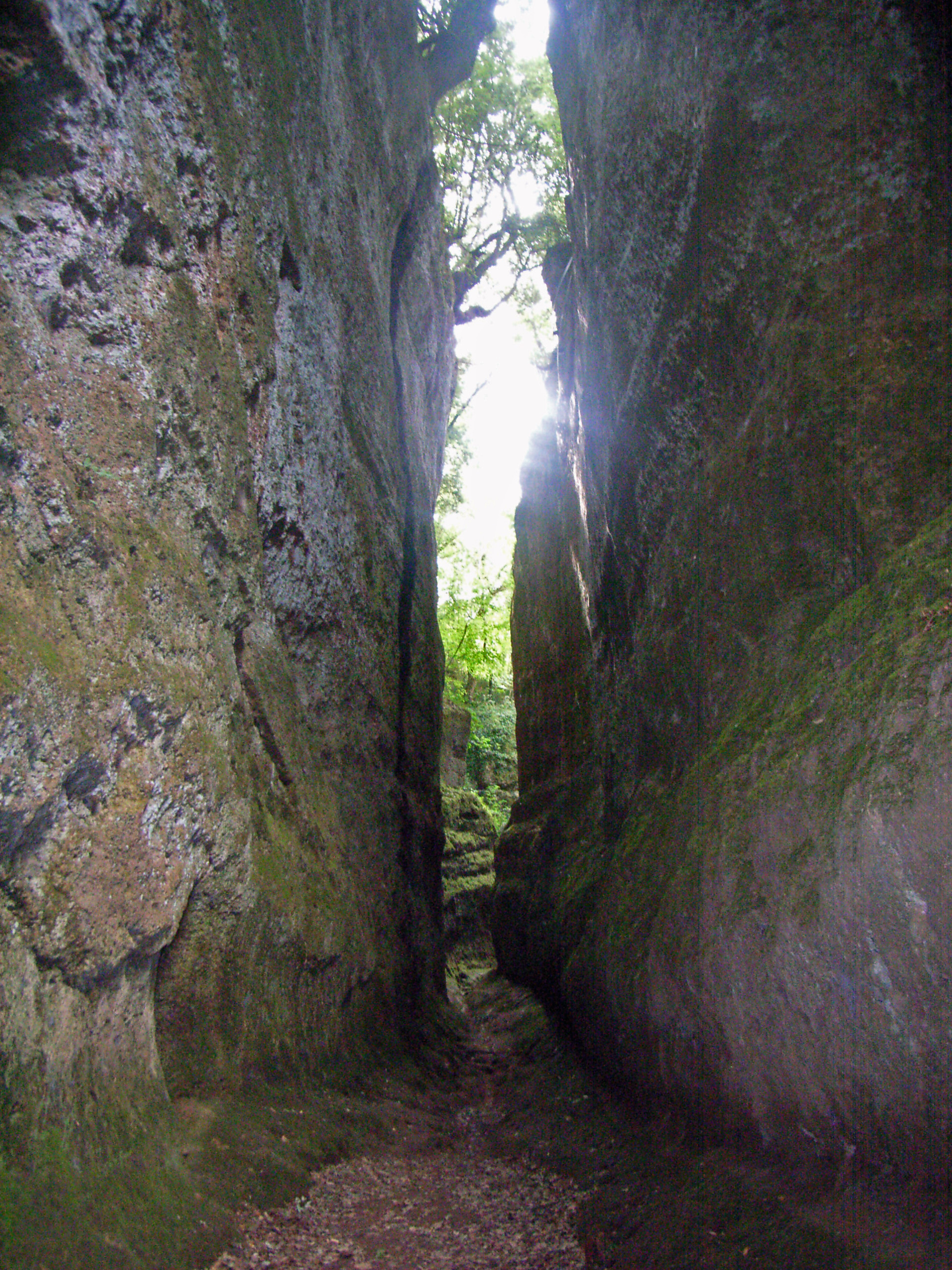
Une Via Cava.